# 豊田大橋
豊田大橋（とよたおおはし）は、愛知県豊田市にある矢作川に架かる道路橋。黒川紀章の設計で1999年（平成11年）に開通した。

## 歴史
矢作川の高橋（愛知県道343号則定豊田線）から久澄橋（国道301号）の間には約1000メートルに渡って橋が存在しなかった。1990年代に矢作川の東岸に豊田スタジアムの建設が計画されると、名鉄豊田市駅と豊田スタジアムを結ぶことを目的として豊田大橋の架橋が計画された。
1992年（平成4年）10月に着工し、1999年（平成11年）3月に竣工すると、1999年（平成11年）3月21日に開通式が行われ、3月23日から一般車両の通行が開始された。2001年（平成13年）には豊田大橋と同じく黒川紀章設計の豊田スタジアムも開業した。
建設費が約100億円まで膨らんだことで批判も受けた。『週刊文春』は2000年（平成12年）4月6日号で「『100億円恐竜の橋』に市民の大罵声」という記事を掲載したが、黒川紀章は名誉毀損を理由として株式会社文藝春秋に対し損害賠償請求訴訟を提起した。2004年（平成16年）6月22日、最高裁判所第3小法廷は株式会社文藝春秋側の上告を棄却し（黒川の勝訴が確定）、株式会社文藝春秋に対して600万円の支払いと謝罪広告の掲載を命じた。

## 建築
構造形式はバスケットハンドル式ニールセンローゼ桁橋。設計は黒川紀章建築都市設計事務所+パシフィックコンサルタンツ中部本社。動物の骨格をモチーフとしており、アーチは胸骨、展望デッキは骨盤、高欄は足の骨がイメージされている。なお、豊田スタジアムの設計も豊田大橋と同様に黒川紀章である。
施工は9社共同企業体であり、上部工が松尾橋梁、横河ブリッジ・日本車輌製造・トピー工業JV、宮地鐵工所・瀧上工業・東海鋼材工業JV、日本鋼管、下部工が鹿島建設・矢作建設工業JV、矢作建設工業・田中建業JVである。
標準幅員は20.0メートルであり、車道が8.5メートル、両側の歩道が5.75メートルである。豊田市の中心市街地と豊田スタジアムを含む公園を結ぶ道路であるため、ゆったりした歩道を設けて歩行者を重視している。歩道からは可動式の階段で河川敷に降りることができる。 

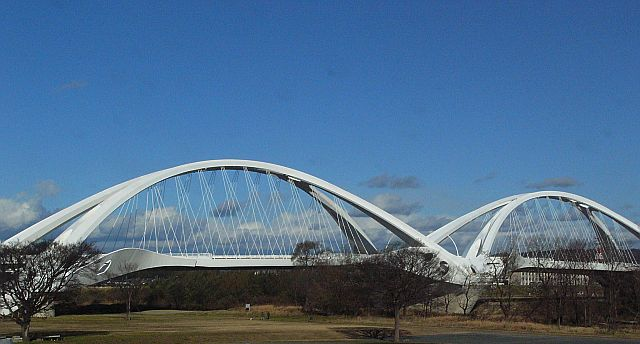
南西から見た豊田大橋
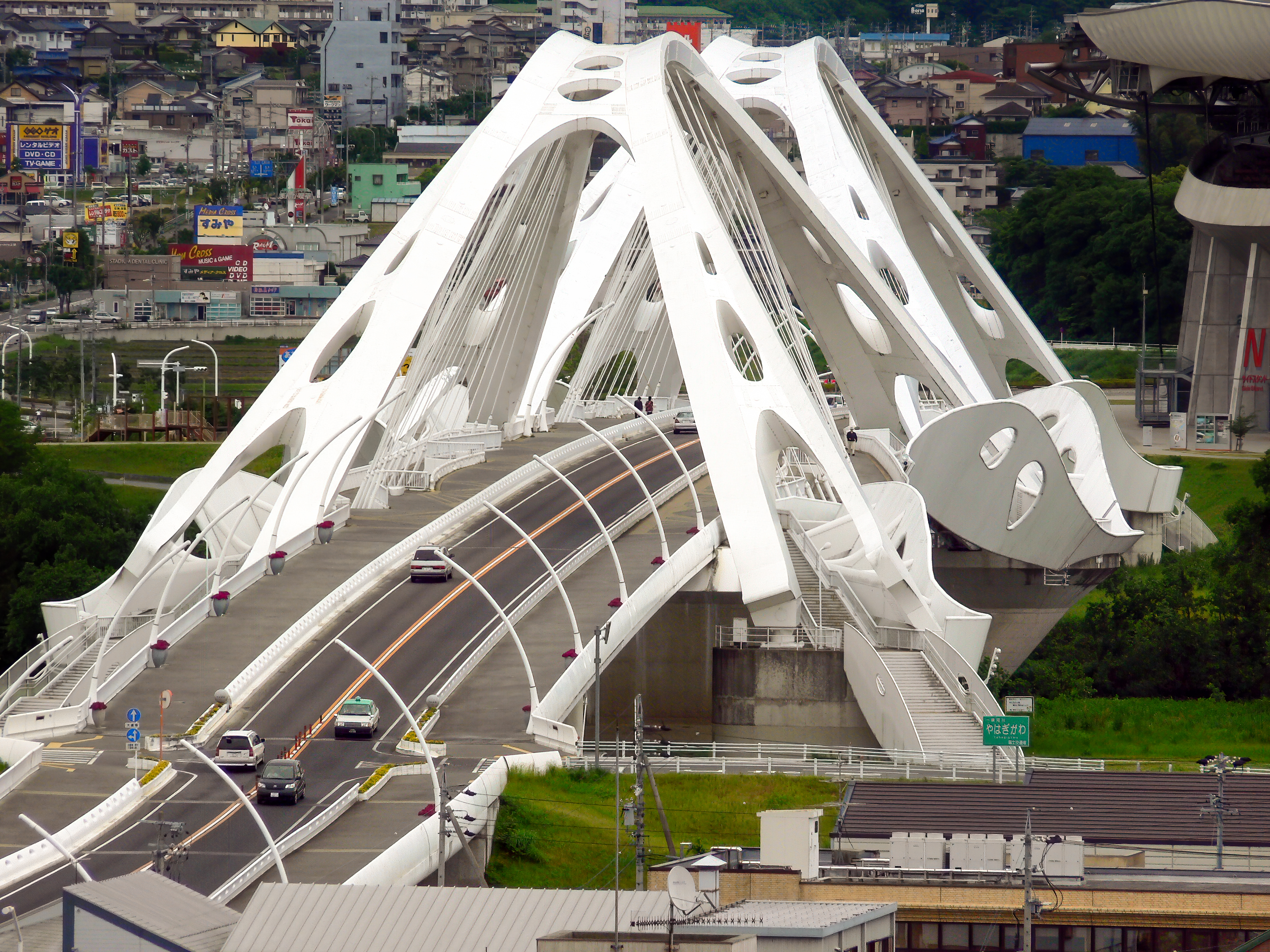
西から見た豊田大橋
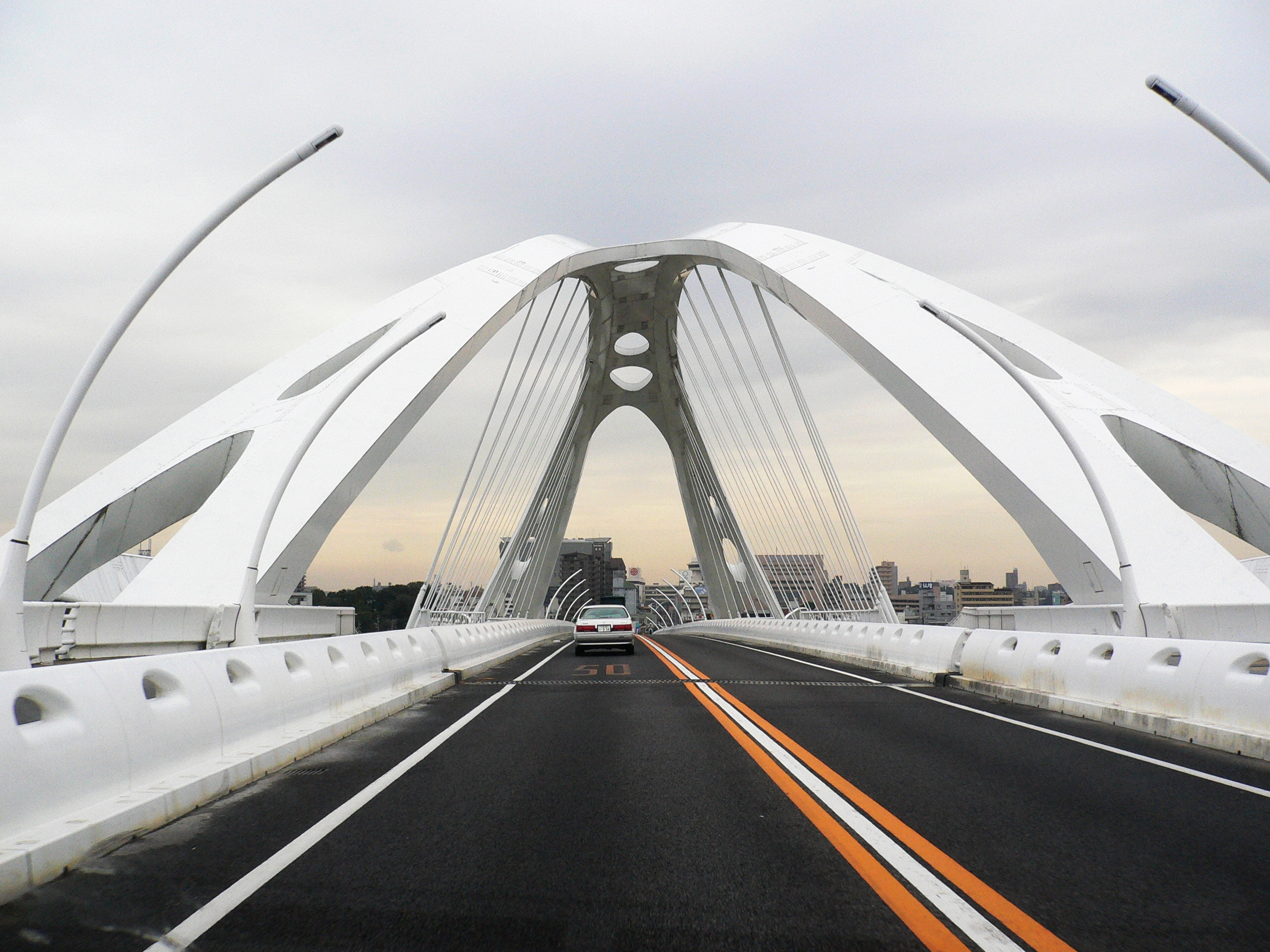
豊田大橋の路面
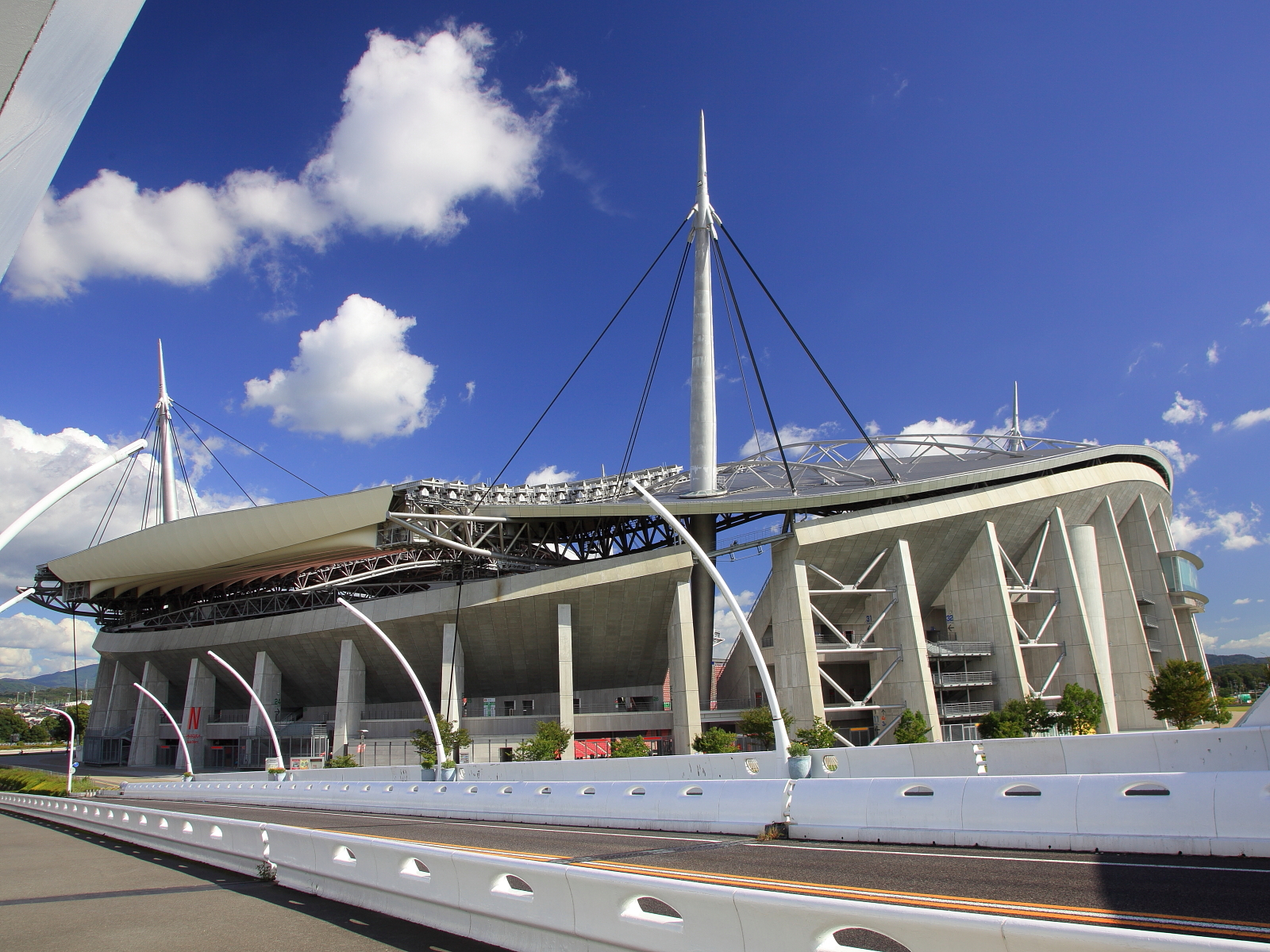
豊田大橋から臨む豊田スタジアム

## 橋の下世界音楽祭
2012年（平成24年）、豊田大橋の下にある河川敷（千石公園）を会場として橋の下世界音楽祭が初開催された。主催者らが2011年（平成23年）3月11日に発生した東日本大震災を機に音楽の原点に立ち返ろうとしたことが開催のきっかけである。
2019年（令和元年）からは開催が中断されていたが、2022年（令和4年）には再び開催されるようになった。2019年（令和元年）には橋の下世界音楽祭から派生した橋の下大盆踊りが初開催された。